# Bisetocreagris maomaotou
Espèce
Bisetocreagris maomaotou est une espèce de pseudoscorpions de la famille des Neobisiidae.

## Distribution
Cette espèce est endémique du Guangxi en Chine. Elle se rencontre dans la grotte Maomaotou dans le district de Xiufeng.

## Description
La femelle holotype mesure 3,63 mm.

## Étymologie
Son nom d'espèce lui a été donné en référence au lieu de sa découverte, la grotte Maomaotou.

## Publication originale
- Gao, Wynne & Zhang, 2018 : Two new species of cave-adapted pseudoscorpions (Pseudoscorpiones: Neobisiidae, Chthoniidae) from Guangxi, China. Journal of Arachnology, vol. 46, no 2, p. 345-354 (texte intégral).